# Distretto di Friedrichshain-Kreuzberg
Il distretto di Friedrichshain-Kreuzberg è il secondo distretto (Bezirk) di Berlino.

Con una superficie di soli 20,2 km², è il meno esteso fra i distretti cittadini.

Con una popolazione (2006) di 265 592 abitanti, costituisce il distretto con la più alta densità di popolazione.

## Amministrazione
L'amministrazione distrettuale ha sede al Rathaus Friedrichshain, nel quartiere omonimo.

Il sindaco distrettuale (Bezirksbürgermeister) in carica è Franz Schulz, di Alleanza 90/I Verdi.

### Suddivisione amministrativa
Il distretto di Friedrichshain-Kreuzberg è diviso in 2 quartieri (Ortsteil), corrispondenti ai vecchi distretti (Bezirk) unificati:
- 0201 Friedrichshain
- 0202 Kreuzberg

### Gemellaggi
- Wiesbaden, dal 1964

## Storia
Il distretto di Friedrichshain-Kreuzberg fu creato nel 2001 unificando i due precedenti distretti di Friedrichshain e Kreuzberg, che ne divennero quartieri (Ortsteil).

La decisione di unificare i due distretti fu inizialmente molto contestata, per la composizione sociale molto differente: Friedrichshain, già appartenente a Berlino Est, con una popolazione giovane ed etnicamente omogenea; Kreuzberg, al contrario, appartenuta a Berlino Ovest e caratterizzata da un alto numero di anziani e stranieri (soprattutto immigrati turchi).

Anche la presenza fra i due quartieri del fiume Sprea, varcato solo dal ponte Oberbaumbrücke, fu visto come un ulteriore elemento di divisione.

Attualmente, tuttavia, le polemiche iniziali si sono trasformate nella goliardica Wasserschlacht ("battaglia dell'acqua"), che vede affrontarsi proprio sull'Oberbaumbrücke i rappresentanti dei due quartieri.

Il ponte, in seguito a ciò, è divenuto simbolo del distretto, e campeggia sullo stemma.

## Lista dei sindaci distrettuali (Bezirksbürgermeister) di Friedrichshain-Kreuzberg
- Bärbel Grygier (PDS) (2001-2002)
- Cornelia Reinauer (PDS) (2002-2006)
- Franz Schulz (Alleanza 90/I Verdi) (2006-in carica)